# Piotr Kułach

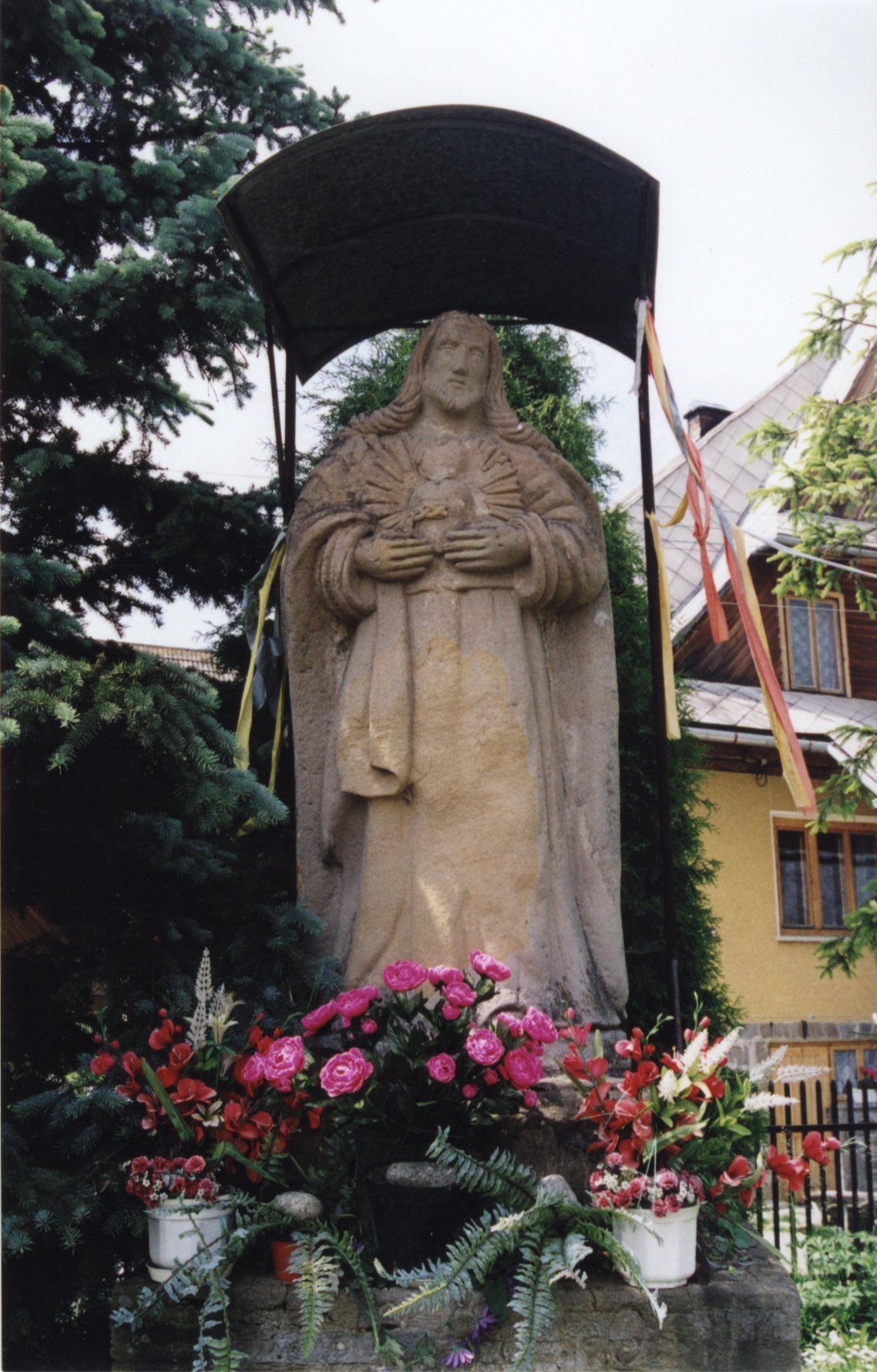
Rzeźba Serca Jezusowego w Hodówce

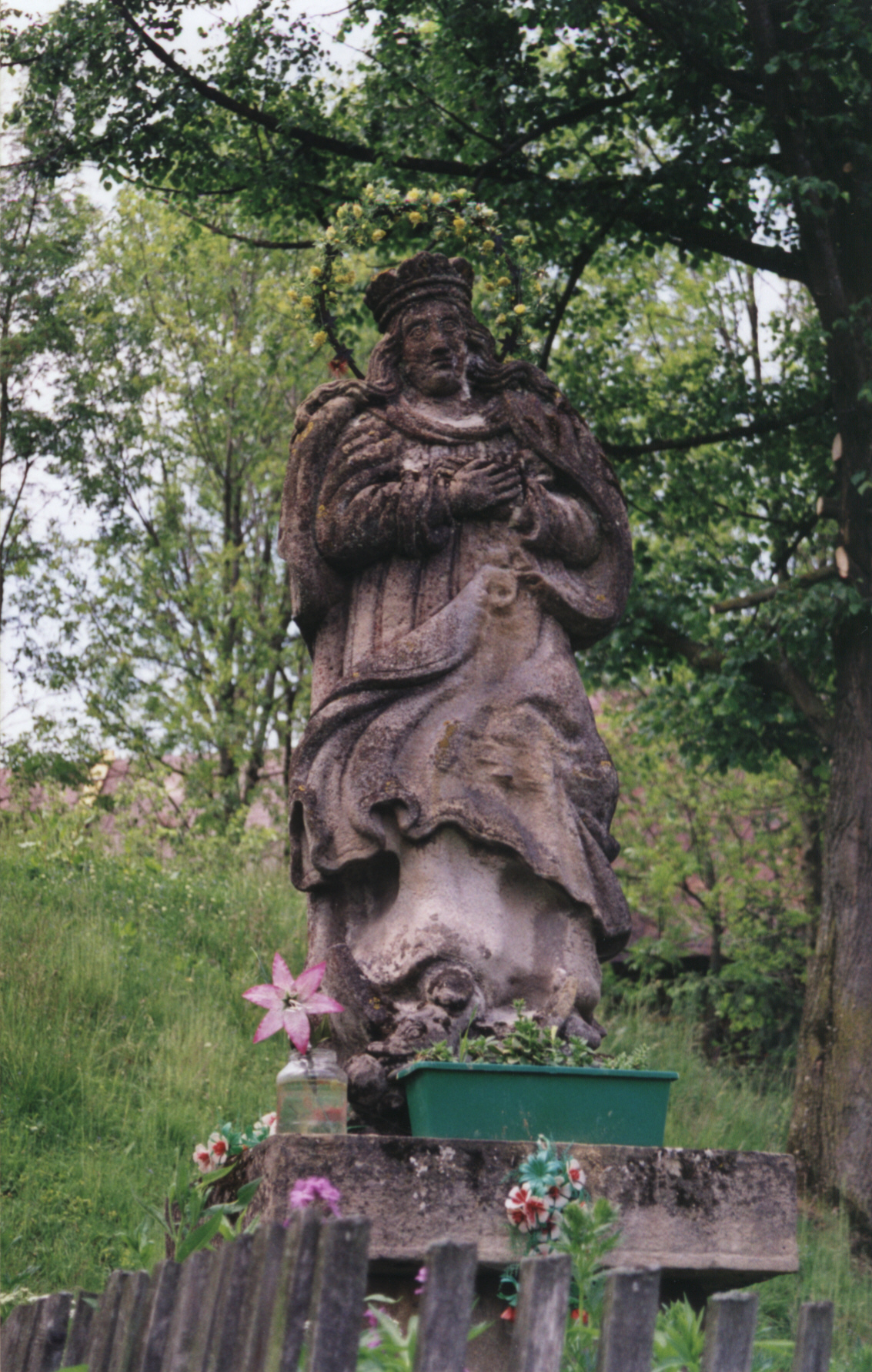
Rzeźba Matki Boskiej w Hodówce

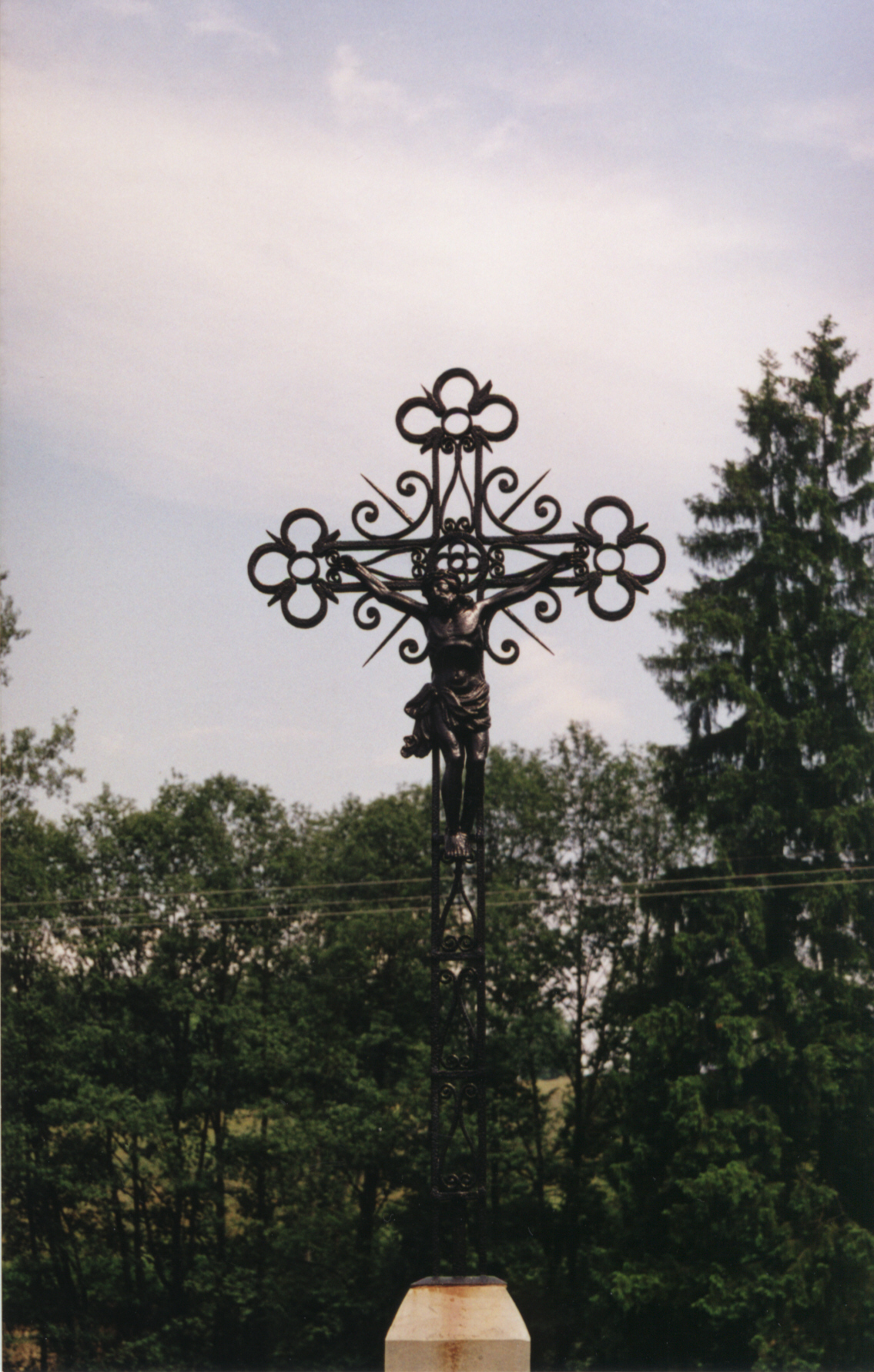
Jeden z przydrożnych krzyży w Hodówce

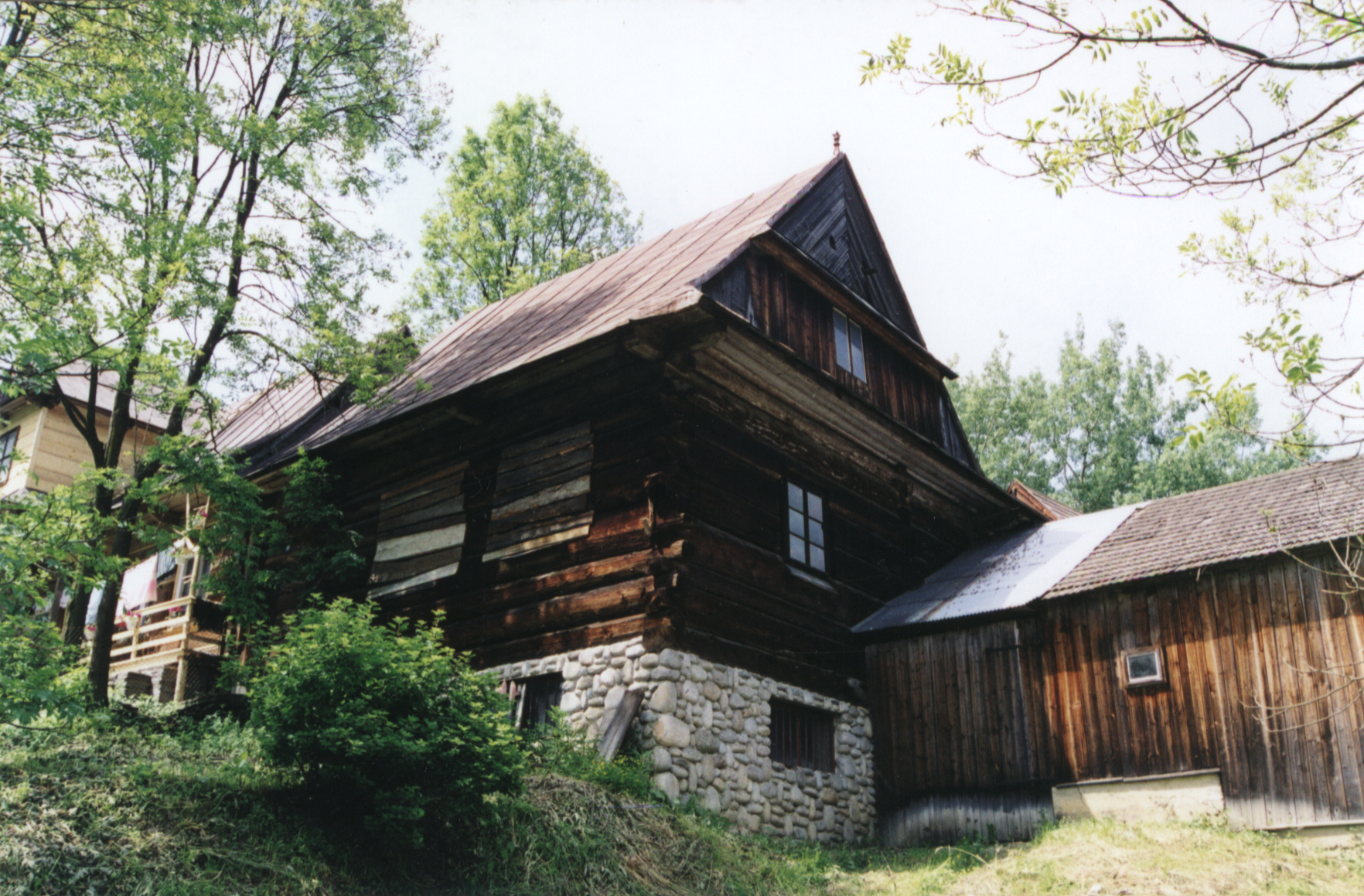
Dom Piotra Kułacha w Hodówce (stan z 2001 roku)

Piotr Kułach (ur. 1821 w Gliczarowie Dolnym, zm. 1910 w Bańskiej) – ludowy cieśla, rzeźbiarz, konstruktor i przedsiębiorca podhalański.
W dzieciństwie pomagał ojcu w pracy na roli oraz w kuźni. Był samoukiem. Samodzielnie nauczył się czytać i pisać, a także, podczas młodzieńczych wędrówek, rzemiosła i rzeźbiarstwa. Osiadł w Hodówce (osiedlu należącym do Bańskiej), gdzie nad potokiem Skrzypne wybudował gonciarnię, w której produkowano drewniane gonty, a także młyn wodny i olejarnię. Z jego prac rzeźbiarskich zachowały się w Hodówce dwa metalowe krzyże przydrożne, a także rzeźby Serca Jezusowego i Matki Boskiej. Inne jego dzieła zachowały się w kościółkach w Białce Tatrzańskiej i Jurgowie.
Zakres twórczości Piotra Kułacha najlepiej ilustruje fragment wspomnień Marii Sułkowskiej: My zresztą jako dzieci – i pełni podziwu dla przedziwnych zegarów kościelnych, wskazujących godziny, dni, miesiące i lata, dla ozdobnych i wykładanych kością strzelb, dla rozmaitych warsztatów, narzędzi, pras i maszyn własnego pomysłu i wyrobu, dla rzeźb w kamieniu i drzewie, dla kutych pięknie w żelazie krat i krucyfiksów, dla zawsze żywego i zmiennego muzeum wykończonych już przedmiotów w białej izbie, dla czarodziejskiej pracowni w czarnej izbie, dla domostwa i parku starca-artysty – złagodziliśmy przezwisko "Ślepego Piotra" na "Stary Piotr".
Piotr Kułach był bratem Wojciecha (1812–1897), słynnego rzeźbiarza podhalańskiego.